# Рыжая (фильм, 1962)
«Рыжая» (также «Рыжеволосая», нем. Die Rote) — художественный фильм 1962 года производства Германии и Италии режиссёра Хельмута Койтнера. Сценарий основан на романе Альфреда Андерша «Рыжая», писатель выступил также сценаристом фильма. Был включен в программу 12-го Берлинского международного кинофестиваля.

## Сюжет
Размеренная жизнь в мелкобуржуазном окружении наскучила дортмундской переводчице Франциске Лукас. Её брак с правильным Гербертом дал трещину по той же причине. Роман на стороне с начальником мужа также не может её развлечь.
Разругавшись с мужем в Милане, Франциска внезапно решила отправиться в Венецию. У неё мало денег, а устроиться там на работу зимой очень сложно. Франциска случайно знакомится с писателем Фабио, который предлагает ей показать свой город. В этом городе ей также повстречался бывший офицер британской разведки ирландец О’Мэлли, сын ливерпульского пивовара, который рассказывает ей о своём прошлом (во время войны, находясь на задании, он был арестован немцами, его пытали, вынудили выдать связного и перевербовали). В Венеции он напал на след своего мучителя Крамера и планирует отомстить человеку, сломавшему ему жизнь и заставившему его скитаться со времен войны.
На назначенной на вечер встрече О’Мэлли неожиданно знакомит Франциску с Крамером, при этом ведёт себя при нём откровенно трусливо и безвольно. Нацист Крамер, наслаждающийся своей безнаказанностью, вызывает у Франциски искреннее отвращение, и она убегает от них обоих. Утешение от пережитого Франциска находит в объятиях Фабио. Франциска пытается заявить на нацистского преступника в местную полицию, но Крамер не представляет для итальянцев никакого интереса.
Зато Крамер осознает, что Франциска, вернувшись домой в Германию, может представлять собой для него опасность. Крамер нагло преследует Франциску с помощью своих подручных, угрожает ей, пытаясь помешать ей уехать из Венеции. Франциска решается принять предложение О’Мэлли и сбежать из Венеции на его катере. Однако на борту судна с угрозами появляется сам Крамер. О’Мэлли угощает Крамера своим фирменным пивом, добавив в него цианистый калий. Крамер умирает, и Франциска осознаёт, что О’Мэлли использовал её для убийства Крамера с самого начала их знакомства. Разочарованная женщина уезжает из Венеции, спешно простившись с Фабио на вокзале.

## В ролях
- Рут Лойверик — Франциска Лукас
- Россано Брацци — Фабио
- Джорджо Альбертацци — Патрик О’Мэлли
- Гарри Майен — Герберт Лукас
- Рихард Мюнх — Йоахим
- Герт Фрёбе — Крамер
- Ален Делон — эпизодическая роль без слов — пассажир речного трамвая в Венеции